# فرد غلازر
فرد غلازر (بالإنجليزية: Fred Glazer) هو أمين مكتبة أمريكي، ولد في 20 فبراير 1937 في بورتسموث في الولايات المتحدة، وتوفي في 8 ديسمبر 1997 بسبب قصور كلوي.